# Jens Franke
Jens Franke (29 de junho de 1964) é um matemático alemão.

## Vida
Franke estudou matemática de 1983 a 1986 na Universidade de Jena, onde obteve um doutorado em 1986 com a tese Elliptische Randwertprobleme in Besov-Triebel-Lizorkin-Räumen, orientado por Hans Triebel. De 1986 a 1988 esteve em Moscou, de 1988 a 1989 no Weierstraß-Institut für Angewandte Analysis und Stochastik em Berlim e em 1989 no Instituto Max Planck de Matemática em Bonn. Em seguida esteve até 1991 no Instituto de Estudos Avançados de Princeton e de 1991 a 1992 novamente no Instituto Max Planck de Matemática em Bonn. Desde 1992 é Professor C3 no Instituto de Matemática da Universidade de Bonn. Franke recebeu em 1992 o Prêmio EMS e em 1993 o Prêmio Oberwolfach.

## Obras
- com Yuri Manin e Yuri Tschinkel: Rational points of bounded height on Fano varieties. Invent. Math. 95 (1989), no. 2, 421–435.
- Harmonic analysis in weighted {\displaystyle L_{2}}-spaces. Ann. Sci. École Norm. Sup. (4) 31 (1998), no. 2, 181–279.